# Mogi Mirim EC
Der Mogi Mirim Esporte Clube, auch nur Mogi oder Sapão (Kröte) genannt, ist ein Fußballverein aus Mogi Mirim im brasilianischen Bundesstaat São Paulo. Der Klub wurde 1932 gegründet.

## Geschichte
Der Verein wurde am 1. Februar 1932 gegründet und nimmt seit seinem ersten Jahr an Turnieren teil, die von der Federação Paulista de Futebol organisiert werden. 1933 gelang dem Klub sein erster Erfolg mit dem Gewinn der Campeonato Paulista do Interior.
In den fünfziger Jahren schuf der Klub eine Profiabteilung. In den 1980er Jahren, nach der Ankunft von Wilson de Barros als Clubpräsident, gelang dem Klub 1985 der Aufstieg in die Série A der Staatsmeisterschaft von São Paulo.
In der Saison 1993 kam der Klub zu dem Spitznamen Carrossel Caipira. Es wurde ein System ähnlich dem der niederländischen WM-Mannschaft von 1974 gespielt, welches es auch den großen Klubs von São Paulo schwer machte gegen Mogi Mirim zu spielen. 1994 musste man wieder in die Série B der Staatsmeisterschaft absteigen, konnte aber im darauffolgenden Jahr 1995 jedoch direkt wieder aufsteigen. Zur Saison 1994 stieg der Klub in die Série B der nationalen Meisterschaft auf und belegte am Saisonende Platz 7 und im Folgejahr sogar Platz 3. 1997 stieg der Klub als 21. wieder in die Série C ab.

### Série A 2000
In der Saison 2000 durfte Mogi Mirim bislang das einzige Mal an dem Wettbewerb der obersten brasilianischen Liga teilnehmen. Die Copa João Havelange im Jahr 2000 konnte aufgrund von Streitigkeiten zwischen verschiedenen Klubs und dem nationalen Verband nicht von dem Verband organisiert werden. Dieses übernahm der Clube dos 13, welcher alle Klubs aus der Série A bis D aus dem Jahr 1999 zu der Austragung einlud. Am Ende der Saison belegte Mogi Mirim den 94. von 114. Plätzen.

### Rivaldo Klubeigner
Im Jahr 2008 wurde der ehemalige Nationalspieler und Fußballweltmeister Rivaldo Vorsitzender des Clubs. Er kaufte den Klub unter der Voraussetzung, die Schulden des Klubs in Höhe von 1,8 Millionen Real zu zahlen. Rivaldo soll, bis zum Weiterverkauf des Klubs 2015, insgesamt 15 Millionen Real investiert haben.
2010 - Mogi Mirim trat in der Staatsmeisterschaft an, in der Hoffnung, eine bessere Saison zu spielen wie 2009, in der man sich knapp vor dem Abstieg retten konnte. Am Ende der Staatsmeisterschaft wurde der Klub Zwölfter und qualifizierte sich damit für einen Platz für den Staatspokal von São Paulo für die zweite Jahreshälfte. In dem Wettbewerb kam man nicht über die erste Runde hinaus.
2011 - Der Klub nahm nur an der Paulista teil und belegte mit 25 Punkten den 11. Platz.
2012 - In der Staatsmeisterschaft machte Mogi Mirim eine fantastische Kampagne, qualifizierte sich auf dem 6. Platz für das Viertelfinale und verlor in Vila Belmiro mit 2:0 gegen den FC Santos mit Neymar. Mit dem Gewinn der anschließenden Campeonato Paulista do Interior sicherte sich Mogi Mirim dann die Teilnahme an der Série D in dem Jahr. Durch das Erreichen des Halbfinals sicherte sich der Klub für 2013 einen Startplatz in der Série C, obwohl man im Halbfinale gegen Atlético Catalano ausschied.
2013 - In der Staatsmeisterschaft belegte der Klub den vierten Platz, nachdem man gegen den FC Santos im Halbfinale nach Elfmeterschießen ausschied. Aufgrund der guten Leistung in dem Wettbewerb galt Mogi Mirim als einer der Favoriten zum Start der Série C. Hier erreichte der Klub den fünften Platz und verpasste damit knapp die Qualifikation für die Série B.
2014 - Nach drei guten Jahren in der Staatsmeisterschaft enttäuschte Mogi Mirim 2014 seine Fans. Er belegte einen enttäuschenden 15. Platz und entging knapp einem Abstieg in die Série A2.
In der Série C erzielte der Klub in der Gruppenphase in 18 Spielen hervorragende Ergebnisse. Die Kröten sammelten neun Siege, vier Unentschieden und fünf Niederlagen. In der Finalphase erreichte der Klub das Halbfinale, in welchem er gegen den Paysandu SC ausschied. Trotzdem war die Qualifikation für die Série B für 2015 damit geschafft.
Anfang Dezember 2014 hat Rivaldo den Klub auf Instagram zum Verkauf angeboten.

### Abstiege ab 2015
2015 - Mit der Qualifikation für die Série B startete man mit hohen Erwartungen in die Staatsmeisterschaft von 2015. Am Ende des Wettbewerbs landete der Klub aber auf einem enttäuschenden 15. Platz. Die Enttäuschung hielt auch in der Série B 2015 an. Als 20. und damit Tabellenletzter musste Mogi Mirim für 2016 wieder in die Série C absteigen.
2016 - Die Staatsmeisterschaft begann unglücklich für Mogi Mirim. Am Ende der Saison wurde der Klub 16. Dieses hätte unter normalen Umständen den Abstieg in die Série A2 gerade verhindert. Der Staatsverband FPF hatte aber beschlossen, die Teilnehmerzahl für die Liga künftig zu verkleinern. Deshalb sollten von den 20 Teilnehmern nicht mehr die letzten vier absteigen, sondern in dem Jahr die letzten sechs. So musste Mogi Mirim ebenso den Gang in die nachgeordnete Liga antreten.
In der Série C kämpfte der Mogi Mirim gegen einen weiteren Absturz. Dem Klub wurden zwar vier Punkte wegen des irregulären Einsatzes eines Spielers abgezogen, konnte aber trotzdem als 15. in der Liga verbleiben.
2017 - In der Staatsmeisterschaft wurde man quasi durchgereicht. Mogi Mirim erreichte nur den vorletzten Platz und rutschte für 2018 in die Série A3 ab. Auch aus der Série C musste der Klub Ende der Saison absteigen. Er belegte nur den 19. Platz.
2018 - Wer gedacht hatte, in der Staatsmeisterschaft würde der Klub wieder auf die Beine kommen, sah sich am Saisonende eines besseren belehrt. Als Tabellenletzter ging es für Mogi Mirim in die Segunda Divisão.
In der Serie D schied der Klub mit nur drei Punkten aus sechs Spielen in der Vorrunde aus. Damit verlor Mogi Mirim seinen Startplatz in dem Wettbewerb.
2019 - In dem Jahr sollte der Klub zunächst nur in der Segunda Divisão (vierten Liga) der Staatsmeisterschaft antreten. Aufgrund der anhaltenden finanziellen Probleme wurde aber keine Mannschaft gemeldet und nur die Arbeit mit den Nachwuchsmannschaften fortgesetzt. Die Profilizenz hielt der Klub aufrecht.
2020- Ging der Klub in derselben Weise vor und ging dabei das Risiko für das nicht antreten in die neu geschaffene fünfte Liga 2021 abzusteigen.
Im Juni 2023 wurde die Umwandlung des Vereins in eine Sociedade Anônima do Futebol (SAF) genehmigt. Seitdem könnten Investoren bis zu 90 % des Vereins kaufen. Im selben Jahr kehrte der Verein in den Streit um die A4-Série zurück, diesmal erreichte der Verein den Tiefpunkt und stieg in die fünfte Liga der Meisterschaft von São Paulo ab.

## Maskottchen
Das Maskottchen des Klubs ist eine Kröte. Die Figur entstand aus der Geschichte der Stadt Mogi Mirim. Zu deren Gründungszeit gab es im Stadtgebiet zahlreiche Sümpfe, welche eine Unmenge an Kröten beherbergte. Nach der Gründung des Klubs wurde die Amphibie zum Maskottchen und wurde von den Fans als solches angenommen.

## Rivalitäten
Als Rivalen des Mogi Mirim werden traditionell die Klubs Guarani FC, AA Ponte Preta, CA Guaçuano, União São João EC und der EC XV de Novembro (Piracicaba) angesehen.

## Platzierungen in der nationalen Rangliste des brasilianischen Fußball-Verbandes (CBF)
Die Berechnung des Rankings durch den Verband erfolgt aus einem Schlüssel, bei dem es Punkte für die Platzierungen in den Ligaklassen A bis D gibt sowie der Platzierung beim Copa do Brasil. Die genannte Platzierung ist das Ergebnis des genannten Jahres, nicht das der Veröffentlichung.
| Saison | Platz              |
| ------ | ------------------ |
| 2015   | 66. – 1.448 Punkte |
| 2016   | 53. – 2.168 Punkte |
| 2017   | 53. – 2.218 Punkte |
| 2018   | 60. – 1.631 Punkte |

## Erfolge
- Staatsmeisterschaft von São Paulo Série A2: 1985, 1995
- Campeonato Paulista do Interior: 1933[7], 2012
- Torneio Ricardo Teixeira: 1993
- Torneio Mogi Mirim: 1993

## Persönlichkeiten
- Rivaldo (Fußballweltmeister 2002)
- Adílson Batista (Trainer)
- Argel Fuchs (Trainer)
- Dado Cavalcanti (Trainer)